# Västerbotten
Västerbotten là một trong những tỉnh truyền thống của Thụy Điển (landskap). Một län (quận) ở phía bắc Thụy Điển, nằm giữa Vịnh Bothnia và biên giới Na Uy, là một vùng đất đặc trưng kéo dài từ phía tây của Vịnh Bothnia đến biên giới phía tây với Na Uy. Lãnh thổ này bao gồm landskap (tỉnh) truyền thống của Västerbotten cùng một phần của Ångermanland và Lappland. Địa hình của vùng này nổi bật từ vịnh, với vùng đất cao đầy rừng và đỉnh núi cao nhất là Núi Norra Stor (5.797 feet [1.767 mét]) gần biên giới Na Uy. 
Nền kinh tế của län chủ yếu tập trung vào trồng trọt, khai thác gỗ và khai thác mỏ. Trong quá khứ, nhiều gỗ đã được chở đi theo dòng sông đến các trung tâm chế biến ven biển như Umeå (qv), thủ đô và cảng chính, cũng như Skellefteå. Các hoạt động khai thác mỏ đồng, chì, vàng, bạc và bismuth tập trung tại Boliden, Rävliden và Kristineberg, với quá trình tinh chế diễn ra tại Rönnskär. 
Västerbotten có diện tích rộng lớn, là 22.890 dặm vuông (59.284 km vuông), và dân số được ước tính vào năm 2005 là 256.875 người.